# Wioślarstwo na Letnich Igrzyskach Olimpijskich 2012 – ósemka kobiet
ósemka to jedna z konkurencji wioślarskich rozegranych podczas Letnich Igrzysk Olimpijskich 2012, która odbyła się między 29 lipca a 2 sierpnia na obiekcie Dorney Lake. W rywalizacji wystartowało 7 osad.

## Terminarz
| Data            | Godzina |            |
| --------------- | ------- | ---------- |
| 29 lipca 2012   | 10:40   | Eliminacje |
| 31 lipca 2012   | 10:10   | Repasaże   |
| 2 sierpnia 2012 | 10:00   | Finały     |

## Wyniki
Osady które zwyciężyły w wyścigach eliminacyjnych awansowały do finału, pozostałe zaś brały udział w repasażach

### Eliminacje
Bieg 1
| Pozycja | Tor | Zawodnicy | Państwo           | Czas    | Uwagi |
| ------- | --- | --- | ----------------- | ------- | ----- |
| 1.      | 3   | Erin Cafaro Caryn Davies Susan Francia Caroline Lind Esther Lofgren Eleanor Logan Meghan Musnicki Taylor Ritzel Mary Whipple               | Stany Zjednoczone | 6:14,68 | Q     |
| 2.      | 4   | Renee Chatterton Sarah Cook Tess Gerrand Alexandra Hagan Sally Kehoe Elizabeth Patrick Robyn Selby Smith Phoebe Stanley Hannah Vermeersch  | Australia         | 6:20,89 |       |
| 3.      | 2   | Jessica Eddie Katie Greves Lindsey Maguire Natasha Page Louisa Reeve Victoria Thornley Annabel Vernon Olivia Whitlam Caroline O’Connor     | Wielka Brytania   | 6:23,51 |       |
| 4.      | 1   | Ronja Schütte Julia Lepke Daniela Schultze Katrin Thiem Ulrike Sennewald Nadja Drygalla Kathrin Marchand Constanze Siering Laura Schwensen | Niemcy            | 6:34,32 |       |

Bieg 2
| Pozycja | Tor | Zawodnicy | Państwo  | Czas    | Uwagi |
| ------- | --- | --- | -------- | ------- | ----- |
| 1.      | 3   | Ashley Brzozowicz Janine Hanson Krista Guloien Darcy Marquardt Natalie Mastracci Andreanne Morin Lauren Wilkinson Lesley Thompson Rachelle Viinberg            | Kanada   | 6:13,91 | Q     |
| 2.      | 2   | Roxana Cogianu Nicoleta Albu Cristina Grigoraș Irina Dorneanu Camelia Lupașcu Enikő Barabas Adelina Cojocariu Ioana Papuc-Rotaru Teodora Gîdoiu                | Rumunia  | 6:16,61 |       |
| 3.      | 1   | Chantal Achterberg Claudia Belderbos Carline Bouw Sytske de Groot Annemiek de Haan Nienke Kingma Anne Schellekens Roline Repelaer van Driel Jacobine Veenhoven | Holandia | 6:18,98 |       |

### Repasaże
Pierwsze cztery osady awansowały do finału A
Bieg 1
| Pozycja | Tor | Zawodnicy | Państwo         | Czas    | Uwagi |
| ------- | --- | --- | --------------- | ------- | ----- |
| 1.      | 5   | Chantal Achterberg Claudia Belderbos Carline Bouw Sytske de Groot Annemiek de Haan Nienke Kingma Anne Schellekens Roline Repelaer van Driel Jacobine Veenhoven | Holandia        | 6:15,36 | Q     |
| 2.      | 4   | Roxana Cogianu Nicoleta Albu Cristina Grigoraș Irina Dorneanu Camelia Lupaşcu Eniko Barabas Adelina Cojocariu Ioana Papuc-Rotaru Teodora Gîdoiu                | Rumunia         | 6:16,16 | Q     |
| 3.      | 3   | Renee Chatterton Sarah Cook Tess Gerrand Alexandra Hagan Sally Kehoe Elizabeth Patrick Robyn Selby Smith Phoebe Stanley Hannah Vermeersch                      | Australia       | 6:18,63 | Q     |
| 4.      | 2   | Jessica Eddie Katie Greves Lindsey Maguire Natasha Page Louisa Reeve Victoria Thornley Annabel Vernon Olivia Whitlam Caroline O’Connor                         | Wielka Brytania | 6:21,58 | Q     |
| 5.      | 1   | Ronja Schütte Julia Lepke Daniela Schultze Katrin Thiem Ulrike Sennewald Nadja Drygalla Kathrin Marchand Constanze Siering Laura Schwensen                     | Niemcy          | 6:27,69 |       |

### Finały[5]
Finał A
| Pozycja | Tor | Zawodnicy | Państwo           | Czas    | Uwagi  |
| ------- | --- | --- | ----------------- | ------- | ------ |
| 1.      | 3   | Erin Cafaro Caryn Davies Susan Francia Caroline Lind Esther Lofgren Eleanor Logan Meghan Musnicki Taylor Ritzel Mary Whipple                                   | Stany Zjednoczone | 6:10,59 | złoto  |
| 2.      | 4   | Ashley Brzozowicz Janine Hanson Krista Guloien Darcy Marquardt Natalie Mastracci Andreanne Morin Lauren Wilkinson Lesley Thompson Rachelle Viinberg            | Kanada            | 6:12,06 | srebro |
| 3.      | 2   | Chantal Achterberg Claudia Belderbos Carline Bouw Sytske de Groot Annemiek de Haan Nienke Kingma Anne Schellekens Roline Repelaer van Driel Jacobine Veenhoven | Holandia          | 6:13,12 | brąz   |
| 4.      | 5   | Roxana Cogianu Nicoleta Albu Cristina Grigoraș Irina Dorneanu Camelia Lupaşcu Eniko Barabas Adelina Cojocariu Ioana Papuc-Rotaru Teodora Gîdoiu                | Rumunia           | 6:17,64 |        |
| 5.      | 6   | Jessica Eddie Katie Greves Lindsey Maguire Natasha Page Louisa Reeve Victoria Thornley Annabel Vernon Olivia Whitlam Caroline O’Connor                         | Wielka Brytania   | 6:18,77 |        |
| 6.      | 1   | Renee Chatterton Sarah Cook Tess Gerrand Alexandra Hagan Sally Kehoe Elizabeth Patrick Robyn Selby Smith Phoebe Stanley Hannah Vermeersch                      | Australia         | 6:18,86 |        |